# 葛蘭素史克
葛兰素史克股份有限公司（英語：GSK plc，前稱GlaxoSmithKline，LSE：GSK、：GSK）是总部位於英国伦敦的全球第三大的制药、生物以及卫生保健公司（营业额排在强生公司、辉瑞之后）。葛兰素史克是一家覆盖抗感染、中枢神经系统、呼吸科、肠胃／代谢、肿瘤和疫苗领域的以研发为基础的公司。它的业务范围同时还包含了处于领先地位的口腔卫生保健，营养饮料和一些非处方药业务。
作为世界上第三大的制药公司，葛兰素史克2005年的销售额达到216.6亿英镑并且纯利润达到69亿英镑。葛兰素史克在世界范围内雇佣了约110,000名的员工，其中市场销售人员佔了40,000名。其全球总部是英国伦敦布伦特福德的GSK House，而美国联合总部设在宾西法尼亚州的费城和北卡洛莱纳州的三角研究园。公司在伦敦证券交易所和纽约证券交易所挂牌交易。尽管业务遍佈全世界近70个国家，葛兰素史克的主要活动仍然集中在美国。

## 历史
葛蘭素史克由原葛兰素威康（Glaxo Wellcome，由原葛兰素公司收购威康公司合并而成）和史克必成（SmithKline Beecham，由原必成公司和史克贝克曼公司合并而成）合并后于2000年12月成立。
2005年，医药销售在GSK总销售额中佔了186亿英镑。销售量主要是基于以下产品：
- 威博雋，抗抑鬱藥

2009年4月20日葛兰素史克以最高36億美元的價格，買下專精於製造皮膚科用藥的史帝富藥廠（Stiefel Labotories）29億美元現金，可能另行支付3億美元——要看史帝富未來表現而定，並承擔其4億美元的債務。
2011年6月7日，葛兰素史克生产的抗生素“安灭菌”（Augmentin），被台灣SGS验出含有塑化剂DIDP。葛兰素史克自称，在台灣上市产品都经行政院卫生署检验合格，但会把产品送请原厂及第三方单位进行检验。香港卫生署亦验出塑化剂DIDP，要求回收下架，否则撤照。在香港卫生署要求下架之后，行政院卫生署亦态度转硬，由原先的「建议不使用」改为下架回收。
2012年4月1日，葛蘭素史克與南非安沛醫藥（Aspen）達成協議，由同年11月1日起Aspen收購得果定產品。
2013年9月9日三得利同意以約13.5億英鎊向葛蘭素史克收購葡萄適（Lucozade）和利賓納（Ribena）兩種飲料品牌。
2014年4月23日，葛蘭素史克以160億美元將抗癌藥業售予諾華，諾華則將不包括流感疫苗在內的疫苗業務連同專利權以71億美元轉讓給葛蘭素史克；兩家公司亦將成立消費保健業務合資企業。。
2018年3月27日，葛蘭素史克以130億美元現金收購諾華在兩家公司的消費者醫療保健合資企業中36.5%的股權。
2018年12月4日，葛蘭素史克以每股收購價為75美元，斥資41.6億美元(324.48億港元)現金收購生產腫瘤藥的美國同業Tesaro。
2018年12月19日，葛蘭素史克和輝瑞將旗下各自生產非處方藥的消費保健品事業合併成葛蘭素史克消費保健品公司（GSK Consumer Healthcare）葛蘭素史克將佔新合營公司68%權益，輝瑞則佔餘下32%權益，有關交易將全部以股份形式進行，該合資公司的年銷售額高達98億英鎊（127億美元）

## 全球分佈

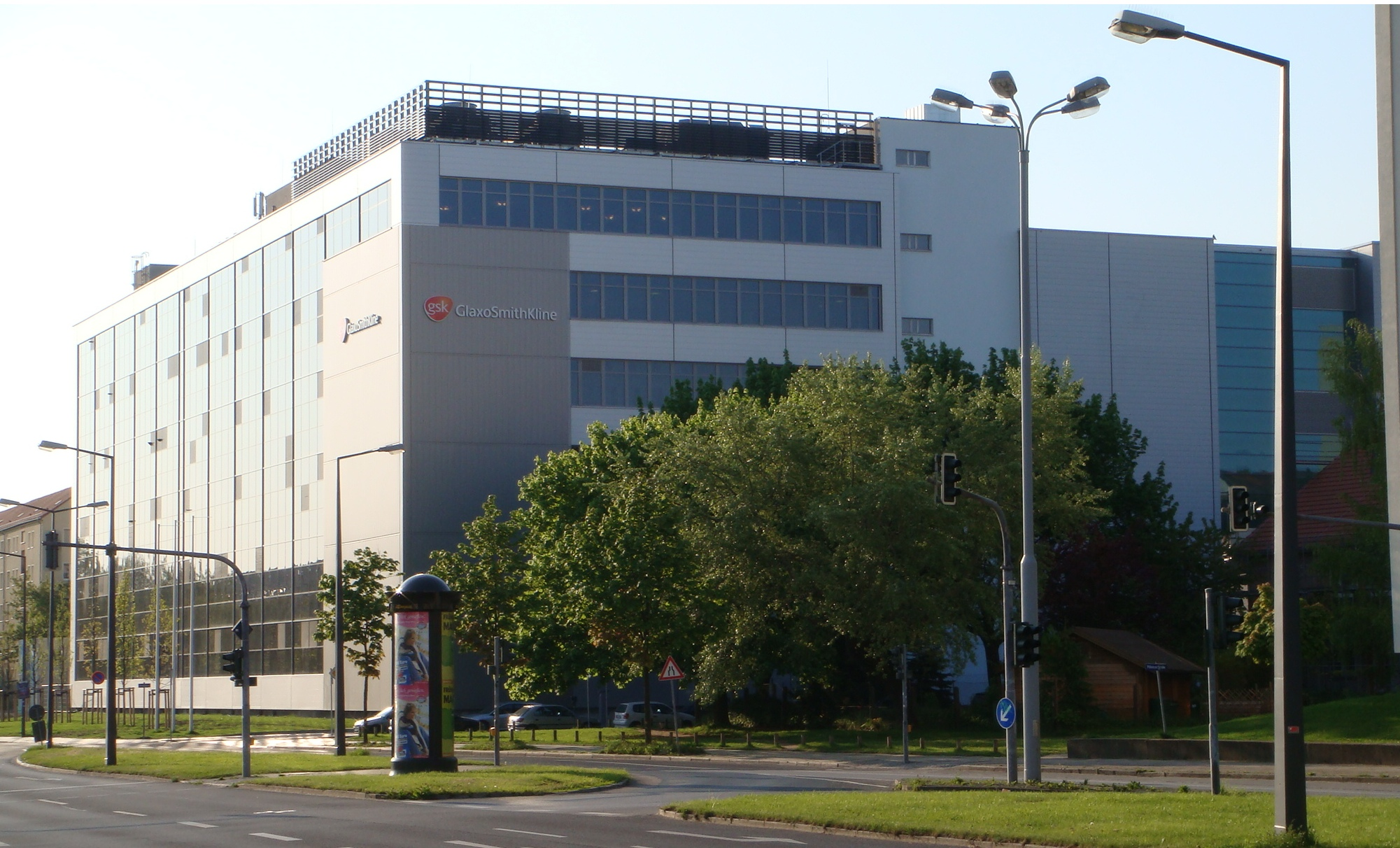
德国德累斯顿生物制品工厂

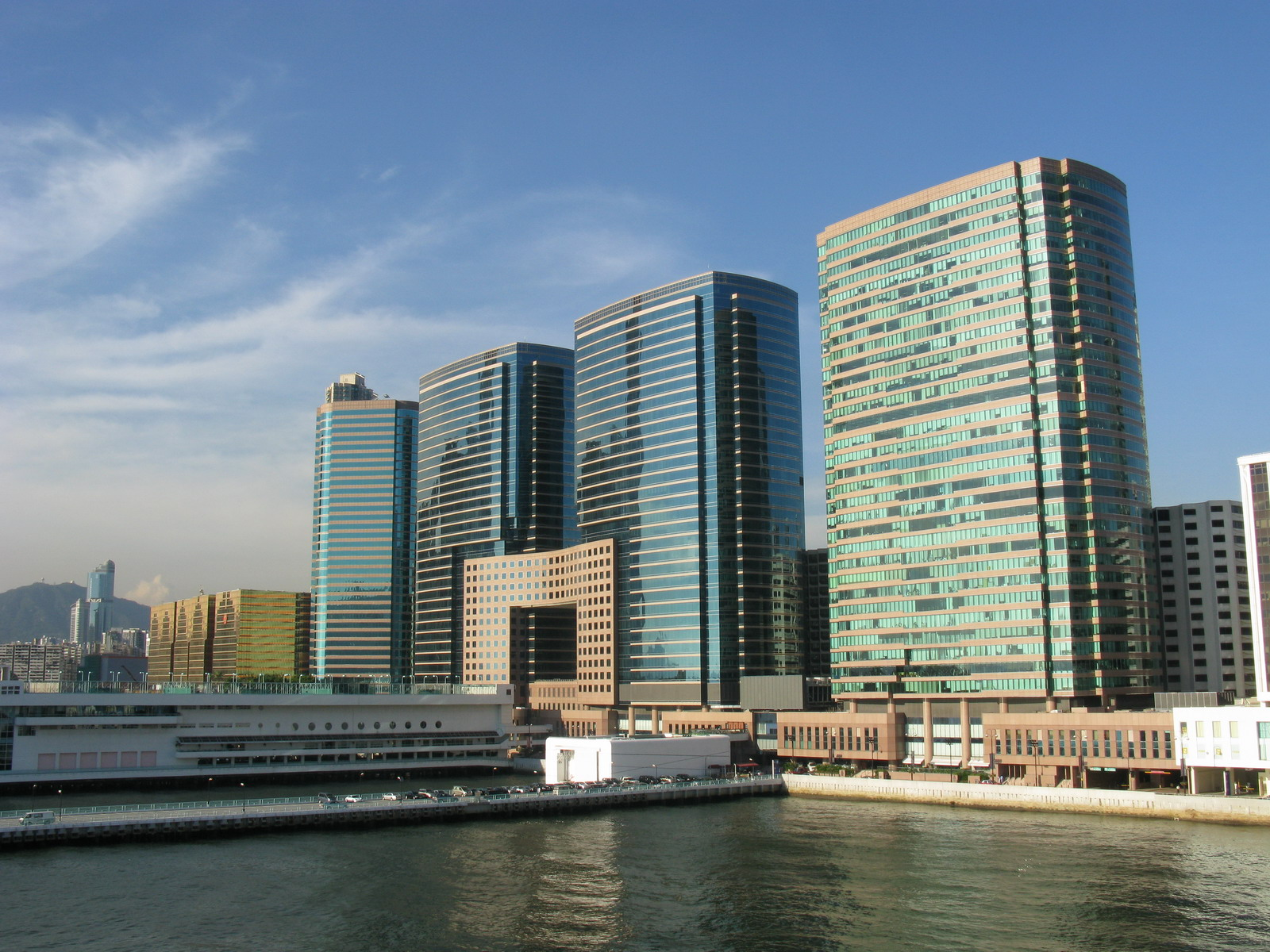
葛兰素史克香港辦事處設於港威大廈第6座（圖中右方）10樓1004-10室

- 全球營運總部位於英國布倫特福德，美國營運基地位於賓夕法尼亞州費城Franklin Plaza及北卡羅來納州三角研究園。
- 消费品总部位于宾夕法尼亚州匹兹堡近郊的Moon Township。
- 主要研發基地位於英國格林福德、Harlow、Ware、贝肯汉姆；義大利；克羅地亞；法國埃夫勒；北卡羅萊納州三角研究园；及賓夕法尼亞州Upper Merion and Upper Providence。
- 處方藥物的主要生產基地位於英國Ware、巴納德城堡、Montrose、Crawley；法國埃夫勒；美國田纳西州布里斯托、賓夕法尼亞州King of Prussia、北卡羅來納州紀伯倫（英语：Zebulon, North Carolina）; 新加坡裕廊及愛爾蘭科克。
- 消費者產品的主要生產基地位於英國梅登黑德；愛爾蘭邓加文；加拿大安大略省密西沙加；美國南卡羅來納州、新泽西州克利夫頓、田納西州曼非斯及密蘇里州聖路易斯。另外在超逾72個國家設有據點。

### 大中华地区分布
- 中国大陆：上海、北京、天津、广州、重庆（办事处）；天津、苏州（处方药生产基地）；天津（非处方药和消费者产品生产基地）；上海（生物制品生产基地及研发总部）[4]
- 香港尖沙咀港威大厦设有葛蘭素史克有限公司。[5]
- 臺灣臺北市中正區设有荷商葛蘭素史克藥廠股份有限公司台灣分公司、英商葛蘭素史克消費保健用品股份有限公司台灣分公司。[6]

## 產品

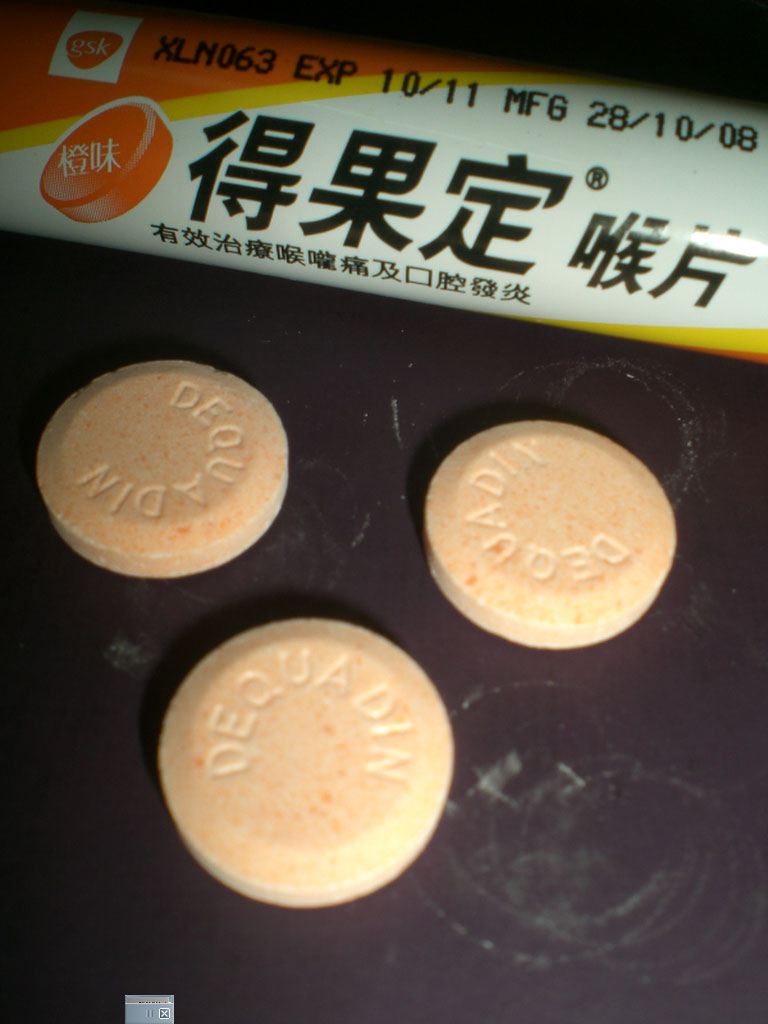
得果定喉片

### 处方药（部分）
- 西力欣
- 力百汀
- 贺普丁
- 舒利迭（沙美特罗替卡松粉吸入剂）
- 万托林（原名全乐宁，硫酸沙丁胺醇气雾剂）
- 利必通
- 辅舒良（fluticasone，鼻噴劑）
- 泛得林（salbutamol，支氣管擴張劑）

### 疫苗
- 贺福立适
- 双福立适
- 威可檬
- 普祥立适
- 贺新立适
- 福禄立适
- 安在时
- 英芬立适
- 保蓓

### 非处方药
- 芬必得
- 百多邦
- 史克肠虫清
- 

### 消费者产品
- 家護（英语：Aquafresh）
- 保麗淨（英语：Denture cleaner）
- 牙周適（英語: Parodontax）

## 爭議

### 美国罚款
2012年7月，葛兰素史克就三项非法推广药物及隐瞒药物安全数据的指控向美国联邦检察官认罪，并认缴30亿美元的罚款。这是美国有史以来由药物公司承担的最大金额的罚款。

### 中国贿赂门
2013年7月，葛兰素史克（中国）投资有限公司部分高管涉嫌职务侵占、非国家工作人员受贿等经济犯罪，被警方立案侦查。7月15日葛兰素史克就对此事件作出了回应。葛兰素史克同期还在波兰和多个中东国家面临相似的贿赂指控。2014年9月19日，长沙市中级人民法院对葛兰素史克和马克锐等人对非国家工作人员行贿、非国家工作人员受贿案进行不公开开庭审理并当日宣判。葛兰素史克被判罚金人民币30亿元，是当时中国法庭开出过的最大罚单，马克锐等被告被判有期徒刑二到四年。